# Hemaris alaiana
Hemaris alaiana är en fjärilsart som beskrevs av Walter Rothschild och Karl Jordan 1903. Hemaris alaiana ingår i släktet Hemaris och familjen svärmare. Inga underarter finns listade i Catalogue of Life.